# Liste der Monuments historiques in Écutigny
Die Liste der Monuments historiques in Écutigny führt die Monuments historiques in der französischen Gemeinde Écutigny auf.

## Liste der Immobilien
| Bezeichnung         | Beschreibung                                            | Standort                  | Kennzeichnung | Schutzstatus   | Datum     | Bild           |
| ------------------- | ------------------------------------------------------- | ------------------------- | ------------- | -------------- | --------- | -------------- |
| Château de Écutigny | Burg, vor 1450, im 17. Jahrhundert zum Schloss umgebaut | nördlich des Ortes (Lage) | PA00112776    | Inscrit Classé | 1992 1994 | weitere Bilder |

## Liste der Objekte
| Bezeichnung                 | Beschreibung                                                                     | Standort                                        | Kennzeichnung | Schutzstatus | Datum | Bild |
| --------------------------- | -------------------------------------------------------------------------------- | ----------------------------------------------- | ------------- | ------------ | ----- | ---- |
| Glocke (1)                  | Bronze, 1527 gegossen; zwischen 1978 und ca. 1991 gestohlen                      | in der Kirche St-Cassien-et-St-Sébastien (Lage) | PM21001031    | Classé       | 1943  |      |
| Skulptur Heiliger Sebastian | Holz, farbig gefasst, 17. Jahrhundert                                            | in der Kirche St-Cassien-et-St-Sébastien (Lage) | PM21001032    | Classé       | 1944  |      |
| Skulptur Madonna mit Kind   | Kalkstein, farbig gefasst, 16. Jahrhundert                                       | in der Kirche St-Cassien-et-St-Sébastien (Lage) | PM21001033    | Classé       | 1960  |      |
| Glocke (2)                  | Bronze, 1732 gegossen                                                            | in der Kirche St-Cassien-et-St-Sébastien (Lage) | PM21001034    | Classé       | 1960  |      |
| Carteluhr                   | aus dem 17. Jahrhundert; mit Wandkonsole; angeblich 1959 gestohlen oder zerstört | in der Mairie (Lage)                            | PM21001035    | Classé       | 1944  |      |